# John Kuhn
John Allen Kuhn (Dover, 9 settembre 1982) è un giocatore di football americano statunitense che milita nel ruolo di fullback per i New Orleans Saints della National Football League.
In carriera ha vinto due Super Bowl: uno nel 2005 come membro della squadra di allenamento dei Pittsburgh Steelers ed uno come titolare con i Green Bay Packers nella stagione 2010.

## Carriera professionistica

### Pittsburgh Steelers
Kuhn fu firmato dagli Steelers tra i rookie non scelti nel corso del Draft NFL 2005. Nella sua prima stagione giocò solo nella squadra di allenamento, mentre gli Steelers trionfarono nel Super Bowl XL contro i Seattle Seahawks. Nella stagione 2006 riuscì ad entrare nel roster attivo finendo per giocare nove partite.

### Green Bay Packers
Kuhn fu firmato dai Packers il giorno dopo essere stato svincolato dagli Steelers. Il 12 ottobre 2008, segnò il suo primo touchdown nella NFL, contro i Seahawks a Seattle, su un passaggio da una yard di Aaron Rodgers.
Kuhn iniziò la stagione 2011 col piede giusto, segnando un touchdown nella partita di debutto. A fine anno fu inserito nella seconda formazione ideale della stagione, convocato per il suo primo Pro Bowl e votato al 92º posto nella NFL Top 100, l'annuale classifica dei migliori cento giocatori della stagione.
Nella settimana 5 della stagione 2012 contro gli Indianapolis Colts John segnò il suo primo touchdown stagionale. Nel primo turno di playoff i Packers trovarono i Minnesota Vikings dove Kuhn segnò due touchdown, uno su corsa e uno su ricezione nella agevole vittoria di Green Bay.
Il 3 aprile 2014, Kuhn firmò un nuovo contratto di un anno con i Packers. Il 4 settembre segnò il primo touchdown della stagione di Green Bay nella sconfitta in casa dei Seattle Seahawks campioni in carica. A fine stagione fu convocato per il secondo Pro Bowl in carriera e inserito nel First-team All-Pro.
Nel 2015, Khun inizialmente non fu convocato per il Pro Bowl ma fu selezionato in un secondo momento dopo che il fullback dei Raiders Marcel Reece fu squalificato per doping, rendendolo ineleggibile per la partita.

### New Orleans Saints
Il 5 agosto 2016, Kuhn firmò con i New Orleans Saints.

## Palmarès

### Franchigia
- Super Bowl : 2

Pittsburgh Steelers: Super Bowl XL
Green Bay Packers: Super Bowl XLV
- American Football Conference Championship: 1

Pittsburgh Steleers: 2005
- National Football Conference Championship: 1

Green Bay Packers: 2010

### Individuale
- Convocazioni al Pro Bowl: 3

2011, 2014, 2015
- First-team All-Pro: 1

2014
- Second-Team All-Pro: 1

2011

## Statistiche
| Yard su ricezione      | 572 |
| Touchdown su ricezione | 8   |
| Yard su corsa          | 619 |
| Touchdown su corsa     | 15  |

Statistiche aggiornate alla stagione 2015